# Surfer Blood
I Surfer Blood sono un gruppo indie rock statunitense originario della Florida e attivo dal 2009.

## Formazione

### Formazione attuale
- John Paul Pitts – voce, chitarra
- Tyler Schwarz – batteria
- Mike McCleary – chitarra, cori
- Lindsey Mills – basso, cori

### Ex componenti
- Kevin Williams
- Thomas Fekete (uscito dal gruppo nel 2015 per motivi di salute e deceduto lo stesso anno)
- Brian Black
- Marcos Marchesani

## Discografia

### Album in studio
- 2010 – Astro Coast
- 2013 – Pythons
- 2015 – 1000 Palms
- 2017 – Snowdonia
- 2020 - Surfer Blood

### EP
- 2011 – Tarot Classics